# Barkas B1000

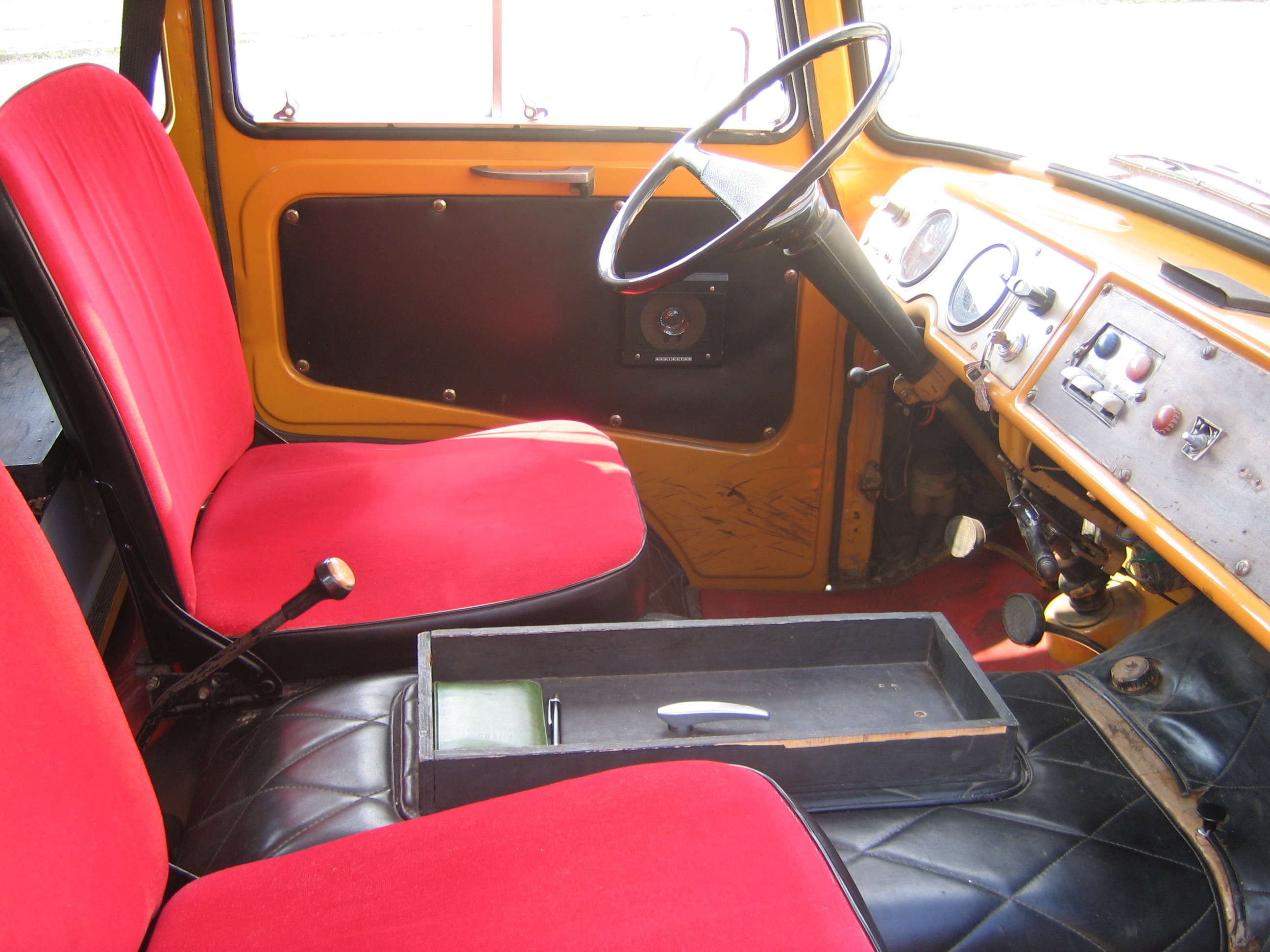
B1000-es belső

A Barkas B1000 a keletnémet Barkas járműgyár legnépszerűbb és legismertebb típusa volt. A B1000-es először a lipcsei vásáron mutatkozott be 1962-ben, és egészen 1989-ig gyártották kétütemű Wartburg-motorral. A B1000-es utódja a B1000/1-es jelzést kapta, és ezeket a típusokat már négyütemű motorral szerelték egészen 1991-ig a gyár megszűnéséig.

## Műszaki adatok
A négyajtós kivitel acéllemezből készült, ezért a súlya egyáltalán nem nagy a méreteihez képest, viszont a tartósság szempontjából kevésbé előnyös. A háromhengeres Wartburg motor a kisbusz elejében a vezetőfülke alatt található, a jellegzetes hajtáslánccal az első kerekeket hajtja meg. Az utastér 8 személyes, elöl osztott, hátul két sorban osztatlan ülésekkel. A motor egyliteres, kétütemű esőáramú porlasztóval, amely 45 lóerős, 103 Nm nyomaték mellett. A kisbusz – ma már benzinkúton nem kapható – 1:50 keverési arányú keverékbenzint használ. A differenciálművet egybeépítették a 4 sebességes mechanikus sebességváltóval. Az első és hátsó futómű egyaránt független kerékfelfüggesztéssel, torziós rugózással és kettős működésű hidraulikus lengéscsillapítóval rendelkezik. A kocsi hidraulikus működtetésű, kétkörös, terheléstől függő fékerőszabályozóval van ellátva, míg a rögzítőfék mechanikus működésű és az első kerekekre hat. A maximális végsebesség 100 km/h, miközben az autó 8-14 liter üzemanyagot fogyaszt.

## Típusváltozatok
- KA – Zárt felépítményű kistehergépkocsi
- KM – Zárt felépítményű, vegyeshasználatú kistehergépkocsi
- HP – Nyitott rakfelületű kistehergépkocsi
- KB  – Kisbusz
- LK – vezetőfülke + könnyűépítésű zárt rakodótér
- IK –  vezetőfülke + hőszigetelt, könnyűépítésű zárt rakodótér
- KK – Betegszállító kistehergépkocsi

## Biztonsági és kényelmi felszerelések

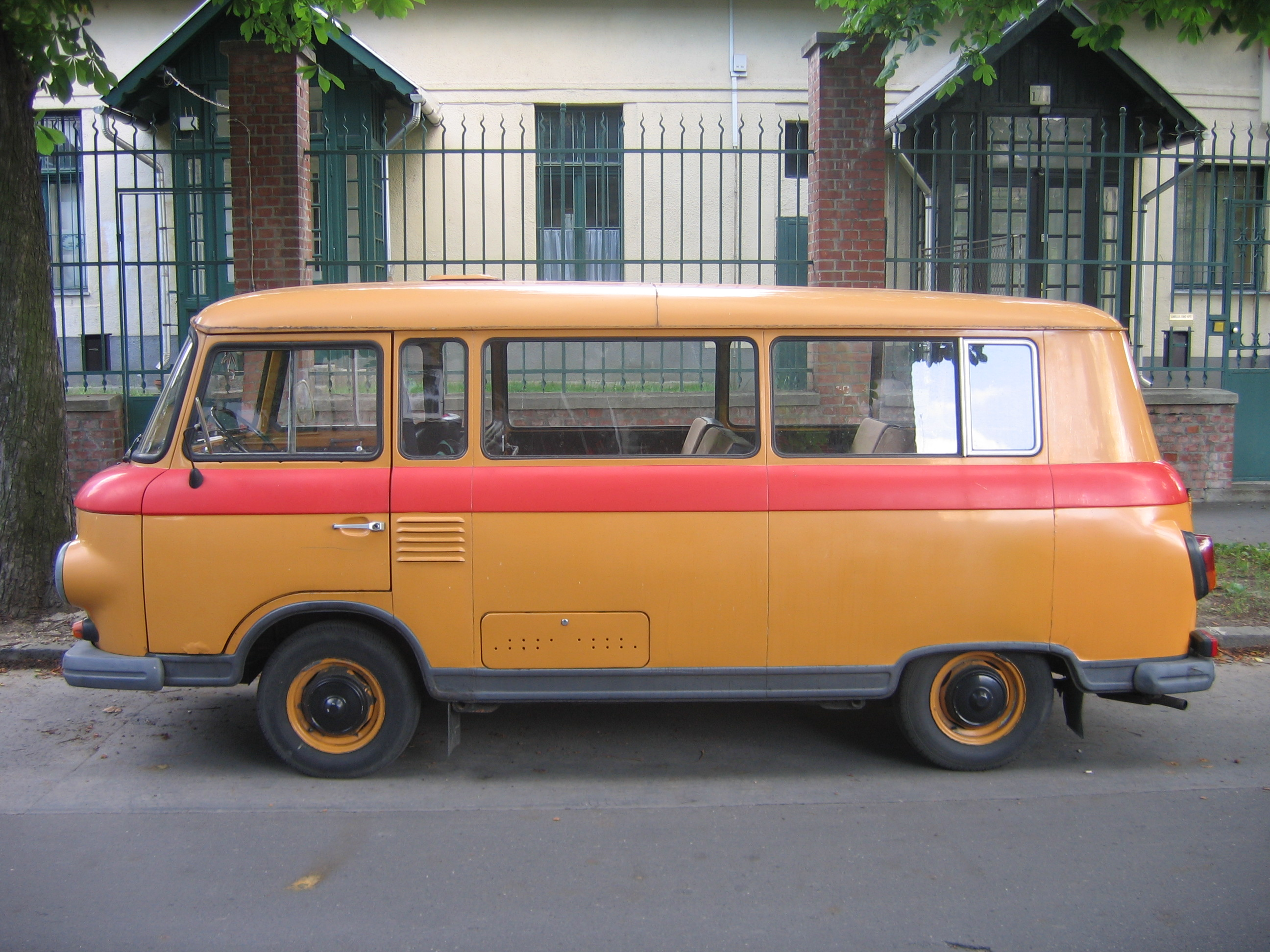
Oldalról

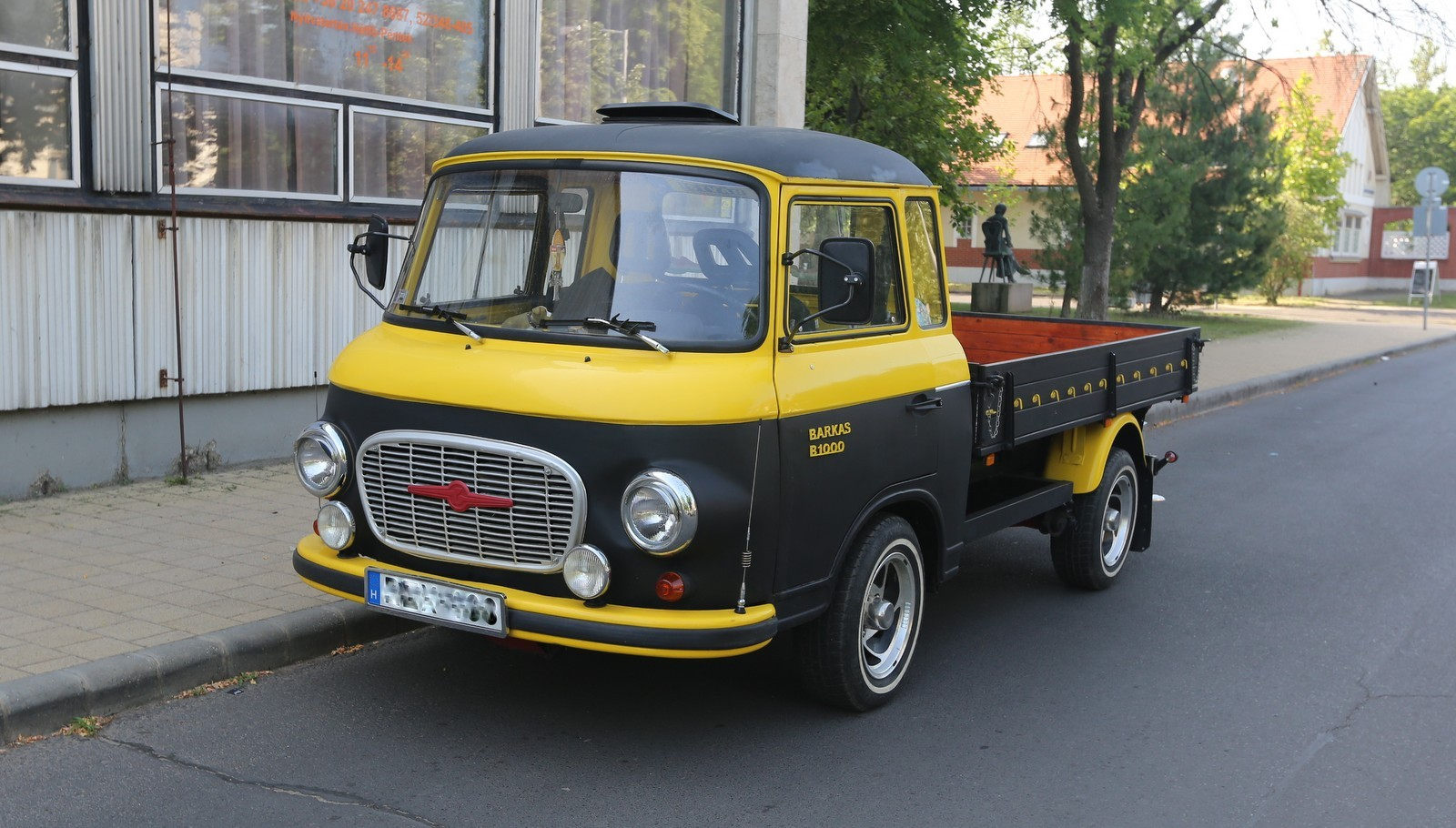
Egy nagy becsben tartott példány Debrecenben, 2019-ben

- Fűthető hátsó szélvédő
- Kiegészítő fűtés
- Tetőszellőzés
- Kormányzáras gyújtáskapcsoló
- Ülések kárpitozása szövet
- Elektromos ablakmosó szivattyú
- Tetőcsomagtartó

## Népszerűsége
Összesen, nem kevesebb mint 175 740 darabot gyártottak a B1000-ből, ezzel az 1960-as '70-es '80-as évek egyik legnépszerűbb kisbusza volt. Népszerűségét többnyire a benne található nagy helynek köszönheti, ezáltal a B1000-es mérete adta lehetőségeket többféle szakma jól ki tudta használni. Hazánkban a Magyar Posta használt nagyon sok Barkast, egészen az 1990-es évek elejéig a legelterjedtebb postai szállítóautó volt. Még Egyiptomba is eljutottak a mikrobuszként, zárt áruszállítóként és kétüléses kisteherautó változatban gyártott járművek.

## Történelme (1961–89)
- 1961: Augusztus 14-én hagyja el az első nullszériás jármű a futószalagot. Típusjelzése: “Barkas B1000",  futóműszáma pedig: 40009.
- 1962: A B 1000-et először a tavaszi Lipcsei Vásáron tárják a nemzetközi szakmai körök szeme elé. Az 1200 kg sajáttömegü és csaknem 1 tonnás pótrakományú B1000 kiemelkedő hasznot hoz a nemzetközi összehasonlításban. Az elöl beépített motor miatt hátul alacsony a rakodópereme, ez közel 6 m³-es rakodótérfogatot eredményez a kisteherautó változatának.

Februárban a Barkas megkapja a Német Demokratikus Köztársaság gépjármű műszaki hivatalától (KTA) az általános forgalmi engedélyét (a típus igazolványszáma 466) a B 1000 gyártására Drezdában.
- 1964: A kissé esetlen kormánytengelyes váltót lecserélik sebességváltóra. A mentőautók, kisbuszok és egyedi fogyasztók számára szükség van kiterjesztett elektromos pótfelszerelésre (ködlámpa, orientáló fényszóró, benzinpótfűtés az utastérben, Vörös Keresztes riasztóberendezés, kékfény…), ezért a 220 W-os változat helyett egy 500 W-os dinamót vetnek be.
- 1965: A B1000 áruválasztéka bővül a platós kínálattal. Karl-Marx-Stadt (Chemnitz) 800 éves születésnapja alkalmából a VEB Barkas Üzem dolgozói az „Expressz 800”-at adják ajándékba városnézés céljából a helyi érdekű közlekedéshez.
- 1966: A lehetséges kiegészítőket bővítik a tetőcsomagtartóval, valamint tolólétrával.
- 1967: A kipufogórendszer zajcsökkentése, elektromosra cserélik a szélvédőmosót. A gyár egy része átköltözik Frankenbergbe.
- 1968: Készül egy 4 ütemű kisbusz terve 75 lóerővel, valamint diesel motor
- 1969: Az alapüzem 4000 munkát, a kombinált 20 300 dolgozót foglalkoztat.
- 1970: A gyárat kitüntetik az NDK fennállásának 21. évfordulóján a „Szocialista munka üzeme” címmel.
- 1971: Tökéletesítik a hűtőrendszert és a kisbuszt terhelésfüggő fékszabályozóval szerelik föl.
- 1973: Már az összes kisbuszt tolatólámpával szerelik fel.
- 1974: Már az összes kisbuszt vészvillogóval szerelik fel.
- 1975: Biztonsági öv a sofőr oldalán
- 1978: Új porlasztó, valamint már az anyósüléshez is szerelnek biztonsági övet.
- 1980: Legördül a gyártósorról a 100 000. B1000-es.
- 1983: Ködfényszóró minden járművön. Kifejlesztenek egy 11 üléses változatot is és magastetős mentőkocsit is.
- 1984: Hátsó szélvédő fűthető
- 1987: Oldalsó tolóajtóra cserélik a régit oldalajtót.
- 1989: Befejeződök a B1000 gyártása, az új kisbuszokat már négyütemű VW motorral szerelik B1000/1 néven.

## Érdekesség
Valószínűleg a legkevésbé kedvelt B1000-eket az NDK-ban a mindenki által rettegett államvédelem használta rabszállító autóként. A kisbusz hátuljában akár 5 személyt is el tudott szállítani, kicsi ablak nélküli cellákban. A rabszállítót gyakran egyszerű ételszállító autónak álcázva hajtották a kiszemelt alany mellé, majd azt berántották az autóba. Ennek példáját őrzi az Államvédelmi Minisztériumban kiállított speciálisan átalakított B1000-es, csakúgy mint a hohenschönhauseni börtön.